# Fahrdienst des Deutschen Bundestages

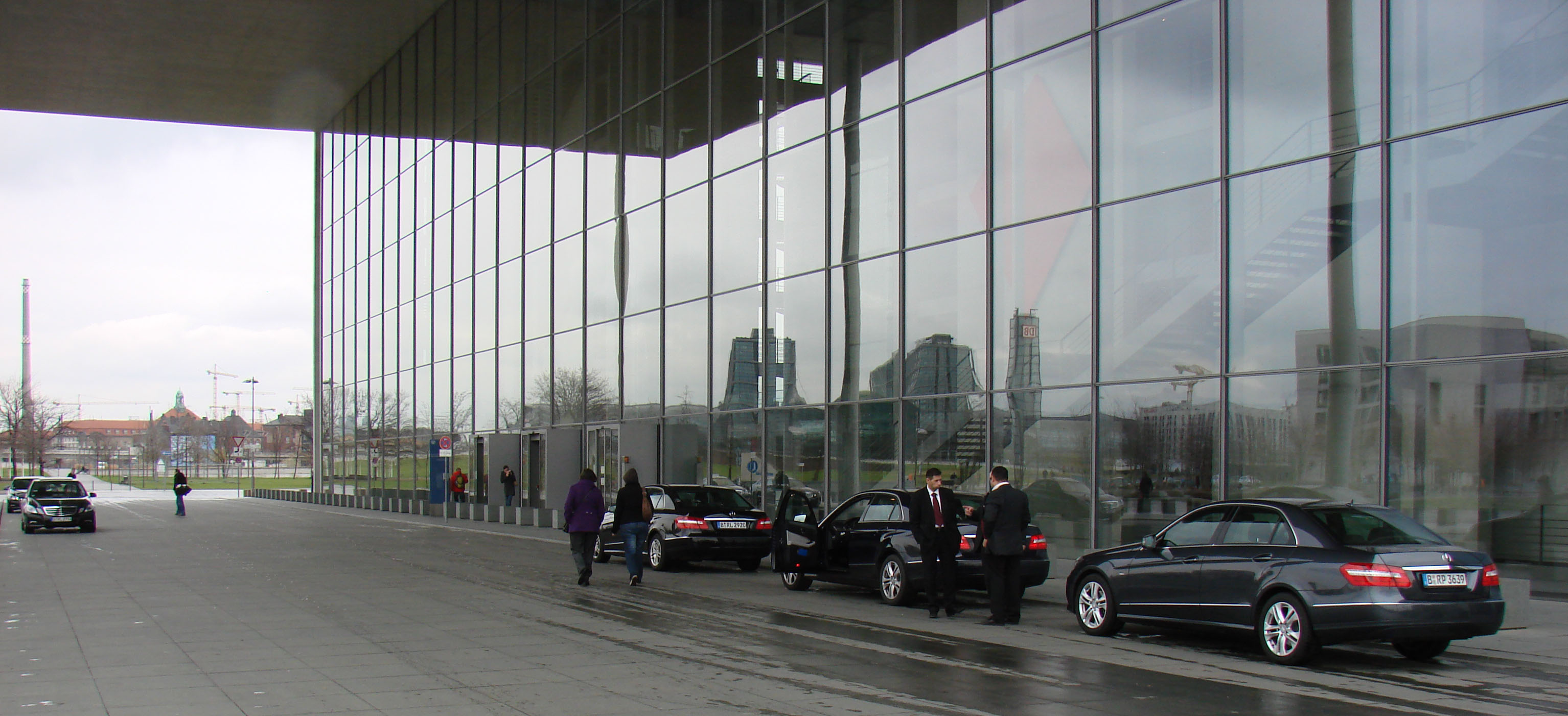
Fahrzeuge der Fahrbereitschaft in der Vorfahrt des Paul-Löbe-Hauses

Der Fahrdienst des Deutschen Bundestages ist eine von der Verwaltung des Deutschen Bundestages organisierte Serviceeinheit, die mit dem Transport der Mitglieder des Deutschen Bundestages innerhalb der Stadtgrenzen von Berlin beauftragt ist und den Abgeordneten kostenlos zur Verfügung steht.
Die Zentrale des Fahrdienstes ist im Marie-Elisabeth-Lüders-Haus. Dort werden die Anfragen angenommen und an freie Fahrer weitergeleitet. Neben 50 eigenen Fahrern (Stand: März 2023) beauftragt die Bundestagsverwaltung zum 1. August 2017 die BwFuhrparkService GmbH, um das unterschiedlich hohe Fahrtaufkommen während Sitzungs- und sitzungsfreien Wochen abzufangen. Zuvor wurden die Dienstleistungsverträge ausgeschrieben.

## Geschichte
Am 27. Januar 2016 hat der Ältestenrat beschlossen, ab 1. August 2017 die Mandatsfahrten im Wege einer öffentlich-öffentlichen Zusammenarbeit durchführen zu lassen. In den Fällen der öffentlich-öffentlichen Zusammenarbeit nach dem Gesetz gegen Wettbewerbsbeschränkungen (GWB) darf der Bund bundeseigene Unternehmen ohne Vergabeverfahren beauftragen. Mit dem Beschluss erhielt die Bundestagsverwaltung den Auftrag, Verhandlungen mit dem bundeseigenen Unternehmen BwFuhrparkService zu führen. An der BwFuhrparkService hält der Bund 75,1 % der Geschäftsanteile unmittelbar und 24,9 % mittelbar über die Deutsche Bahn AG, an der er 100 % der Geschäftsanteile hält.
Zuvor fuhr ein Limousinenservice mit Standort in Berlin seit 1999 für den Deutschen Bundestag. Der Vertrag wurde gekündigt, nachdem die schlechten Löhne und Arbeitsbedingungen der Fahrer öffentlich bekannt wurden. Weiterhin sind einige Fahrer aus wirtschaftlichen Gründen nur als Teilzeitkräfte oder Mini-Jobber angestellt, so dass diese vielfach auf eine Haupt- bzw. zusätzliche Nebentätigkeiten angewiesen sind, um ihren Lebensunterhalt zu bestreiten.

## Fahrzeugbestand
Ab Oktober 2017 setzte die BwFuhrparkService GmbH 100 Fahrzeuge ein. Aufgrund des auf 709 Abgeordnete vergrößerten Parlaments, seit der Bundestagswahl 2017, ist eine Erhöhung des Fahrzeugbestandes notwendig. Der Fuhrpark wird auf ca. 120 Fahrzeuge erweitert. Überwiegend werden Pkws der oberen Mittelklasse mit Dieselmotoren eingesetzt, aber auch Hybridantriebe (knapp ein Viertel) und fünf rein elektrisch angetriebene Pkw.

## Umweltverträglichkeit
Nach mehreren Beschlüssen des Bundestages dürfen nur Fahrzeuge im Fahrdienst eingesetzt werden, die dem „neuesten Stand der Umwelttechnik“ entsprechen. Die Einführung einer CO2-Obergrenze für den Fuhrpark fand Anfang 2009 ebenso wie der Einsatz von Fahrrädern des Call-a-Bike-Programms keine ausreichende Mehrheit. Der Ältestenrat des Bundestags beschloss im April 2009 auf Initiative der Grünen, dass der Fuhrpark auf Fahrzeuge mit einem CO2-Ausstoß von maximal 140 g CO2/km umgestellt werden soll. Im September 2010 hielten die meisten der 37 eigenen Fahrzeuge so wie die des Dienstleisters den Grenzwert nicht ein. Im Jahr 2012 wurde der Grenzwert auf 120 g CO2/km herabgesetzt.
Am 22. April 2015 veröffentlichte der Parlamentarische Beirat für nachhaltige Entwicklung Nachhaltigkeitskriterien, die bei einer erneuten Ausschreibung des Auftrags an einen ausgelagerten Fahrdienst künftig zu erfüllen sind.